# 넥슨 아레나
넥슨 아레나(NEXON Arena)는 넥슨이 2013년에서 2020년까지 설립, 운영 했던 e스포츠 경기장이다.

## 개요
대한민국의 게임 배급사인 넥슨이 게임 전문 방송 채널인 SPOTV GAMES와 손을 잡고 건립했다.
서울특별시 서초구 서초대로77길 54 서초W타워 지하 1층에 위치하고 있다. 서울 지하철 9호선 신논현역 6번 출구와 서울 지하철 2호선 강남역 10번 출구 사이에 위치해 있다. 2013년 12월 28일 개관하였다. 2020년 8월 폐관되었다.

## 시설
복층으로 구성되어 있었으며, 유저들이 사용할 수 있는 시설로는 지하 1층 복층에는 넥슨 모바일존과 BJ부스, 지하 2층에는 PC존으로 구성되어 있었다.
또한 입구에는 넥슨 게임 관련 상품들이 전시되어 있었다.

## 리그

### 진행 중인 리그
- 피파온라인3 챔피언십
- 넥슨 카트라이더 리그
- 액션토너먼트 (던전앤파이터 & 사이퍼즈) 리그
- CRASH
- 서든어택 챔피언스리그 코리아
- 크아왕 뽑기 대회

### 종료된 리그
- 프로리그
- 코리아 도타2 리그
- 스타크래프트 II 스타리그
- 리그 오브 레전드 챔피언스 코리아